# Zarándnádas
Zarándnádas (Nadăș) település Romániában, a Partiumban, Arad megyében.

## Fekvése
Lippától északkeletre fekvő település.

## Története
Nádas nevét 1464-ben említette először oklevél Nadas néven. 1746-ban és 1808-ban Nádas, 1913-ban Zarándnádas néven írták.
1851-ben Fényes Elek írta a településről: „Arad vármegyében, két hegy oldalán, s azok közti völgyben, 12 katholikus, 8 református, 1638 óhitü lakossal, s anyatemplommal. Határa 21 000 hold, ... E határban ered a Cziger vize, s van még más pataka Tyesa nevő, s 2 barangja ... Földesurak Marczibányi Antal és testvérei.”
1910-ben 2724 lakosából 2625 román, 95 magyar volt. Ebből 2261 fő görögkeleti ortodox, 375 görögkatolikus, 65 római katolikus volt. 
A trianoni békeszerződés előtt Arad vármegye Tornovai járásához tartozott.